# Denis Sassou Nguesso
Denis Sassou Nguesso (Edou, 7 dicembre 1943) è un politico e militare della Repubblica del Congo.
Dal 1997 è presidente della Repubblica del Congo. In precedenza aveva ricoperto la stessa carica dal 1979, allorché da colonnello dell'esercito assunse il controllo del Paese, al tempo Repubblica Popolare del Congo, fino al 1992, quando venne destituito da Pascal Lissouba. La crisi fra le due fazioni giunse al conflitto armato nel 1997 e lo scontro fu vinto nel giro di qualche mese da Sassou Nguesso, che in ottobre tornò a coprire la presidenza del paese.

## Biografia

### Famiglia e carriera militare
Membro dell'etnia dei Mbochi originaria della parte settentrionale del paese, Denis Sassou Nguesso nacque nel piccolo villaggio di Edou, presso Oyo, nel 1943. Ultimo di numerosi figli, si arruolò nell'esercito nel 1960 poco prima che al paese venisse accordata l'indipendenza. Prescelto per le sue capacità fu inviato per periodi di addestramento in Algeria e a Saint-Maixent-l'École in Francia prima di rientrare nel reggimento d'élite dei paracadutisti.
Sposato con Antoinette Tchibota, è padre di una trentina di figli avuti da diverse donne. Il matrimonio di sua figlia Édith nel 1990 lo rese suocero di Omar Bongo, presidente del Gabon dal 1967 al 2009.

### L'ascesa politica
Di simpatie socialiste, appoggiò l'opposizione al presidente Fulbert Youlou e nel 1968 partecipò al colpo di Stato militare che portò al potere Marien Ngouabi. Nel 1969 fu uno dei fondatori del Partito Congolese del Lavoro (PCT).
Nel 1970 divenne responsabile per la sicurezza e ministro del nuovo consiglio presidenziale, in seguito all'assassinio di Ngouabi ebbe un ruolo chiave nel mantenimento del potere guidando brevemente il Comité Militaire du Parti (CMP) che controllò lo stato fino alla nomina del suo successore Joachim Yhombi-Opango. A Sassou Nguesso fu accordata la promozione a colonnello e la vice-presidenza del CMP, carica che ricoprì fino al 5 febbraio 1979 quando Yhomby-Opango fu costretto a cedere il potere e accusato di corruzione e devianza dalle linee del partito. L'8 febbraio Nguesso fu nominato presidente, carica che venne ufficializzata nel corso del terzo congresso straordinario del PCT.

### Prima presidenza

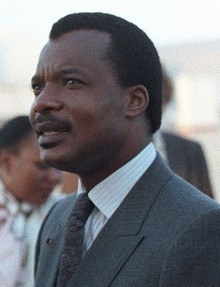
Nguesso nel 1986.

Sassou Nguesso sorprese gli osservatori attuando una politica pragmatica ma con un forte orientamento marxista. Negoziò prestiti con il Fondo Monetario Internazionale e permise l'ingresso agli investitori francesi e statunitensi soprattutto nel settore estrattivo (petrolio e altri minerali). Nel 1980 si recò a Mosca per firmare un accordo di amicizia ventennale con Leonid Il'ič Brežnev.
Nel 1984 il congresso del PCT lo rielesse come presidente con un mandato quinquennale; dal 1986 al 1987 fu presidente di turno dell'Organizzazione dell'unità africana e nel 1987 contrastò, con l'aiuto francese, una rivolta militare nel nord del Paese.
Successivamente al congresso del 1989, Sassou Nguesso assistette al collasso dei Paesi del blocco orientale e, su pressione francese, iniziò il processo di democratizzazione del paese. Nel dicembre del 1989 annunciò la fine del controllo statale sull'economia e amnistiò parte dei prigionieri politici. Negli anni successivi cercò di migliorare la vacillante economia e di arginare la corruzione. Dall'agosto 1990 furono autorizzati altri partiti oltre al PCT e Sassou Nguesso fece una visita simbolica negli Stati Uniti ponendo le basi per una nuova serie di prestiti del FMI. Nel giugno 1991, in seguito al processo di democratizzazione, Sassou Nguesso si fece da parte e fu nominato presidente ad interim, fino alle elezioni del 1992, André Milongo.

### Elezioni del 1992
Alle elezioni del 1992 il PCT ottenne solo 19 dei 125 seggi dell'assemblea nazionale, il partito di maggioranza fu infatti l'Unione Panafricana per la Democrazia Sociale (UPADS), seguito dal Movimento Congolese per la Democrazia e lo Sviluppo Integrale (MCDDI). I due contendenti alle elezioni presidenziali dell'agosto dello stesso anno furono Pascal Lissouba (UPADS) e Bernard Kolélas (MCDDI) che vinse al secondo ballottaggio con il 61%.
L'inizio del mandato di Lissouba fu caratterizzato da accuse di brogli e disordini, da novembre 1993 fino alla fine dell'anno negli scontri fra le opposte fazioni persero la vita oltre 1500 persone. Nel 1994 Sassou-Nguesso lasciò il paese per tornare solo nel 1997.
Il 5 giugno 1997 l'esercito, su incarico di Lissouba, circondò l'abitazione di Sassou Nguesso a Brazzaville. Le milizie di quest'ultimo si difesero e iniziò un intenso conflitto. Con l'appoggio dell'Angola Sassou Nguesso riuscì a mantenere il controllo di Brazzaville dall'11 al 14 ottobre, Lissouba lasciò il paese e Sassou Nguesso si proclamò presidente il 25 ottobre.

### Seconda presidenza

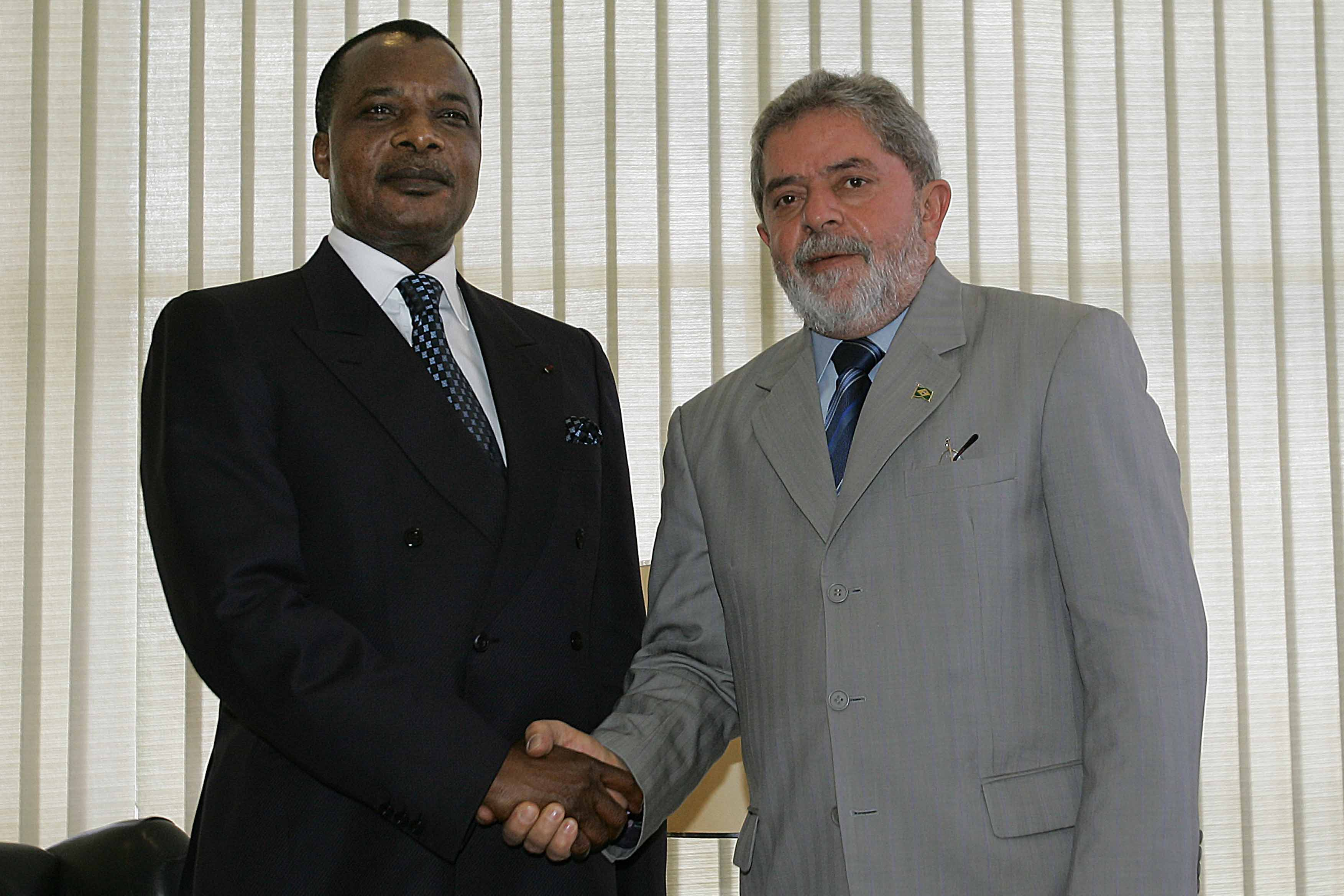
Il Presidente Nguesso e il Presidente del Brasile Lula da Silva nel 2005.

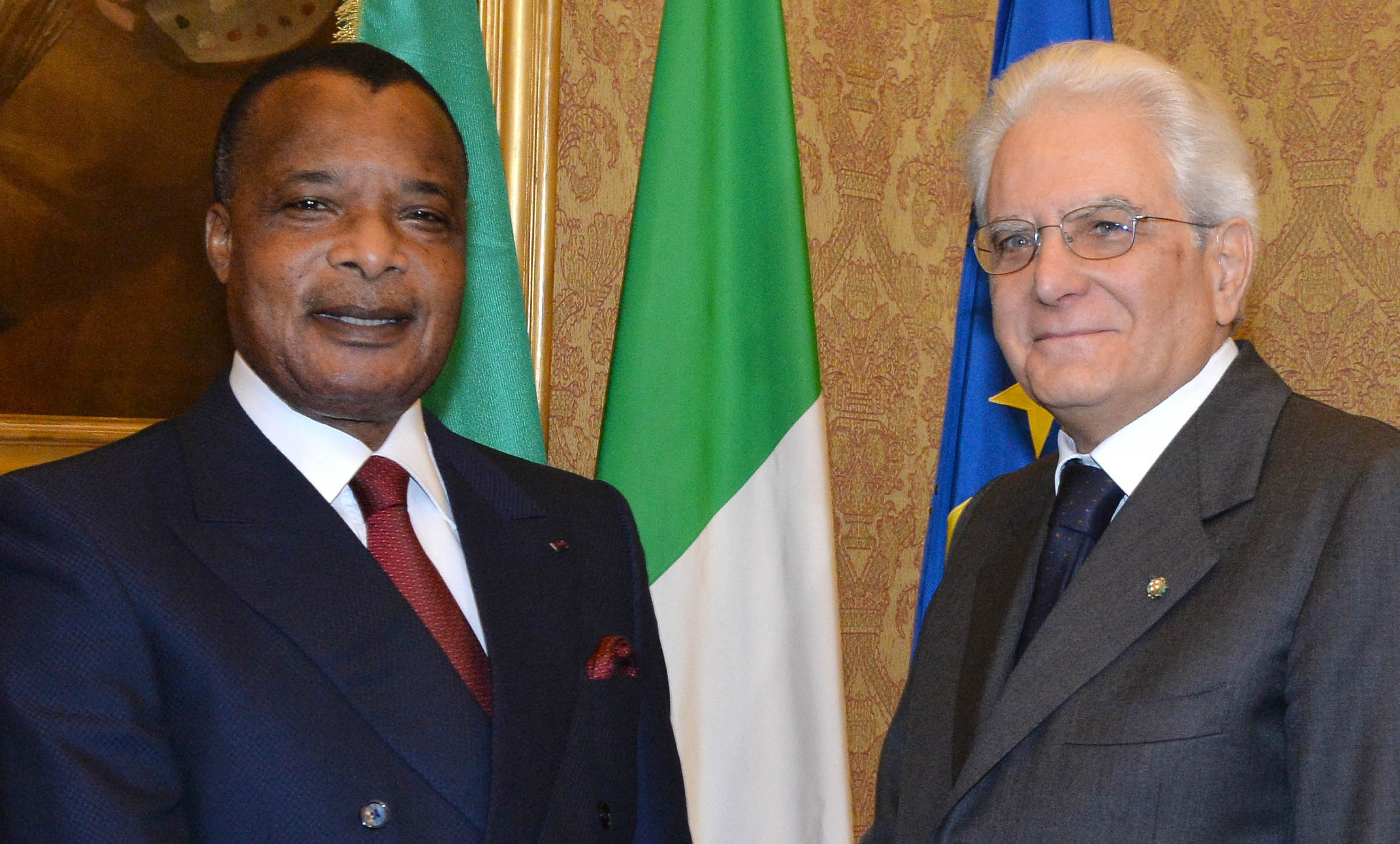
Il Presidente Ngueso e il Presidente della Repubblica Italiana Sergio Mattarella nel 2015.

Sassou-Nguesso iniziò il tentativo di riportare il paese alla democrazia con un programma triennale di riforme iniziato nel 1998 ma diversi focolai di rivolte da parte di truppe dell'opposizione interruppero il processo.
Nel 1999 vi furono delle trattative di pace e, nonostante non tutte le fazioni avessero firmato gli accordi di pace, per il 2002 furono indette le elezioni. Il 10 marzo Sassou-Nguesso vinse le elezioni con una maggioranza del 90%, i suoi grandi oppositori Lissouba e Kolelas non furono ammessi alle elezioni e l'altro contendente, André Milongo, invitò i suoi elettori a boicottare l'elezione dopo essersi ritirato due giorni prima della data stabilita per il voto.
La nuova costituzione, approvata nel gennaio del 2002, prevede che vengano conferiti maggiori poteri al presidente, un prolungamento del mandato a 7 anni e la costituzione di un parlamento bicamerale. Nel 2006 Denis Sassou Nguesso fu anche presidente per un anno dell'Unione Africana.
Nel luglio 2009 si presentò di nuovo alle elezioni presidenziali ottenendo il 78% dei voti con una partecipazione ufficiale del 66%, percentuale che lasciò scettici numerosi osservatori.
Il 25 ottobre 2015 fece approvare con un referendum una nuova Costituzione che fu promulgata un mese più tardi tra le polemiche dell'opposizione che videro nell'iniziativa una manovra di potere per presentarsi per la terza volta alle elezioni presidenziali dal momento che la Costituzione in vigore dal 2002 limitava a due il numero dei mandati presidenziali e fissava anche il limite di età a 70 anni..
Il 20 marzo 2016 Denis Sassou Nguesso fu rieletto al primo turno delle elezioni presidenziali con il 60,07% dei voti, convalidati dalla Corte Costituzionale ma contestati dai suoi avversari Guy Brice Parfait Kolélas e il generale Jean-Marie Mokoko.
Massone, Denis Sassou Nguesso è membro di una loggia senegalese affiliata alla Gran loggia nazionale francese.